# Haumea (trpasličí planeta)
Haumea, oficiální označení (136108) Haumea (symbol: ), je plutoid v Kuiperově pásu, který dosahuje asi jedné třetiny hmotnosti Pluta a 0,07 % hmotnosti Země. Objeven byl roku 2004 týmem vedeným Michaelem Brownem z Kalifornského technologického institutu na fotografiích pořízených na observatoři Palomar ve Spojených státech amerických a roku 2005 týmem vedeným Josém Ortizem na Observatoři Sierra Nevada ve Španělsku. Objev provázely spory o prvenství mezi oběma týmy. Roku 2008 Mezinárodní astronomická unie (IAU) tělesu přiznala status trpasličí planety a pojmenovala ho po havajské bohyni zrození Haumee.
Extrémně protáhlý tvar této trpasličí planety je mezi transneptunickými tělesy (TNO) jedinečný. Ačkoliv její tvar nebyl pozorován přímo, výpočty z její světelné křivky naznačují, že se jedná o elipsoid, jehož nejdelší osa je oproti nejkratší ose dvojnásobná. Astronomové se přesto domnívají, že gravitace tělesa je dostatečná na to, aby spočinulo v hydrostatické rovnováze, takže splňuje podmínky definice trpasličí planety. Prodloužený tvar, vysoká rychlost rotace, vysoká hustota i velké albedo (způsobené přítomností krystalického vodního ledu na povrchu) jsou zřejmě výsledkem mohutné kolize, po níž navíc vznikla celá skupina příbuzných těles, zahrnující také dva známé měsíce Haumey a několik dalších TNO.

## Klasifikace
Haumea je plutoid, což je označení pro trpasličí planety obíhající za drahou Neptunu. Dle definice trpasličí planety je takové těleso dostatečně hmotné na to, aby vlivem vlastní gravitace získalo kulový tvar, ovšem nevyčistilo své sousedství od jiných, podobných objektů. Ačkoliv Haumea zdaleka nepřipomíná kouli, její elipsoidní tvar je pravděpodobně výsledkem rychlé rotace a nikoliv nedostatečné gravitace. Haumea byla také původně zařazena mezi tzv. „klasické objekty Kuiperova pásu“, též označované jako kubewana, které jsou nejpočetnější skupinou známých transneptunických těles. Trajektorie, po níž Haumea obíhá kolem Slunce, však naznačuje, že rezonuje s Neptunem v poměru 12:7, což ji řadí mezi tzv. rezonanční transneptunická tělesa.

## Jméno
Kalifornský tým původně těleso nazýval familiárně „Santa“ kvůli době objevu 28. prosince 2004, tj. krátce po Vánocích. 29. července 2005 dostalo oficiální předběžné označení 2003 EL61, které se však vztahovalo k datu španělského objevového snímku, pořízeného roku 2003. 7. září 2005 pak těleso obdrželo katalogové číslo a bylo zařazeno do katalogu Minor Planet Center jako (136108) 2003 EL61. Pravidla Komise pro nomenklaturu malých těles stanovují, že klasická tělesa Kuiperova pásu mají být pojmenovávána podle mytologických bytostí souvisejících se stvořením, a v souladu s touto konvencí David Rabinowitz z kalifornského týmu v září 2006 navrhl pro těleso i jeho měsíce jména z havajské mytologie s odůvodněním, že tak bude vzdána pocta místu, kde byly tyto měsíce objeveny.
Bohyně Haumea je patronkou ostrova Havaj, na němž leží Observatoř Mauna Kea. Navíc bývá ztotožňována s Pāpā, bohyní země reprezentující element kamene, což současně podporuje vhodnost tohoto jména. O tělesu se soudí, že se skládá téměř výhradně z pevného kamene, který je na rozdíl od jiných známých objektů Kuiperova pásu pokryt jen tenkým ledovým pláštěm. Dalším důvodem návrhu jména bylo, že Haumea je také bohyní plodnosti a zrození, která má mnoho dětí. Ty vyrašily z různých částí jejího těla, což odpovídá shluku ledových těles, který se pravděpodobně od mateřského tělesa odtrhl při nějaké dávné kolizi. Astronomové se domnívají, že i oba známé měsíce se zrodily právě touto cestou, a proto byly pojmenovány podle dvou z mytických dcer Haumey, Hiʻiaka a Namaka.

## Spory kolem objevu
K objevu Haumey se přihlásily dva týmy. Kalifornský tým pod vedením Michaela Browna těleso objevil v prosinci 2004 na fotografiích pořízených 6. května téhož roku. 20. července 2005 publikovali na internetu abstrakt své zprávy pro konferenci konanou v září, na níž zamýšleli objev oficiálně oznámit.
Přibližně v téže době Haumeu nalezl také José-Luis Ortiz Moreno se svým týmem v Instituto de Astrofísica de Andalucía ve Španělsku, a to na snímcích pořízených již 7.–10. března 2003. Ortiz o tom 27. července 2005 zaslal zprávu e-mailem do Minor Planet Center s tím, že objev byl učiněn 7. března 2003.
Michael Brown se však brzy poté dozvěděl, že si někdo ze španělské observatoře přes internet prohlížel jejich soubory obsahující údaje o tom, kam byly namířeny jejich teleskopy. Tyto soubory obsahovaly dost informací k tomu, aby umožnily nalézt těleso na předobjevových snímcích z roku 2003. Soubory někdo prohlížel právě den před Ortizovým oznámením objevu a o dva dny později znovu. Ortiz později připustil, že to byl on, ovšem popřel jakýkoliv zlý úmysl. Argumentoval, že si pouze ověřoval, zda objevili nový objekt.
Podle pravidel Mezinárodní astronomické unie je objevitelem planetky vždy ten, kdo první podá do Minor Planet Center zprávu s dostatkem pozičních údajů, které umožní určit její oběžnou dráhu. Při jejím pojmenovávání pak má přednost návrh objevitele. Ovšem v oznámení ze 17. září 2008, že Haumea byla uznána jako trpasličí planeta, není žádný objevitel zmíněn. Jako místo objevu je uvedena Observatoř Sierra Nevada, ovšem španělský návrh pojmenovat těleso po iberské bohyni Ataecina nebyl přijat a těleso dostalo jméno podle návrhu kalifornského týmu.

## Oběžná dráha

Oběžné dráhy Haumey (žlutá) a Pluta (červená) v porovnání s oběžnou dráhou Neptunu (šedá)

Oběžná dráha Haumey zobrazená v rotující neinerciální vztažné soustavě vzhledem k Neptunu (modrá skvrna vpravo dole). Červená se mění v zelenou v místech, kde protíná ekliptiku. Oběžná dráha Uranu je zobrazená světle zeleně, Saturnu žlutě a Jupiteru růžově

Haumea má oběžnou dráhu typickou pro klasické objekty Kuiperova pásu, s oběžnou dobou 282 pozemských let a sklonem oběžné dráhy k rovině ekliptiky 28°. Perihéliem ve vzdálenosti 34,5 astronomických jednotek projde v září 2132. Aféliem ve vzdálenosti 51,5 astronomických jednotek naposledy prošla začátkem roku 1992
a znovu se tak stane až v roce 2277. V současné době se tedy opět pomalu přibližuje ke Slunci a její vzdálenost od něj je přibližně 51 astronomických jednotek.
Oběžná dráha Haumey má o něco výstřednější charakter než dráhy ostatních členů její rodiny. Důvodem je zřejmě slabá dráhová rezonance 12:7 s Neptunem, jejímž vlivem se mohla oběžná dráha Haumey v průběhu poslední miliardy let mírně pozměnit. Může za to tzv. Kozaiův efekt, který způsobuje zvětšování výstřednosti oběžné dráhy na úkor jejího sklonu.
Oběžná dráha Haumey je poměrně nestabilní a zejména v perihelu se dostává pod vliv Neptunu, takže je možné, že těleso v daleké budoucnosti (až miliarda let) zamíří směrem do vnitřních částí sluneční soustavy. Vzhledem k tomu, že jeho povrch je pokryt tenkou vrstvou ledu, změnilo by se v kometu desettisíckrát jasnější, než byla kometa Hale-Bopp.
Haumea dosahuje zdánlivé hvězdné velikosti 17,5, a je tedy snadno pozorovatelná i velkým amatérským dalekohledem. Je třetím nejjasnějším objektem Kuiperova pásu po Plutu a Makemake. Všechny planety a většina planetek se již od svého vzniku v protoplanetárním disku sluneční soustavy pohybují po dráhách ve společné rovině, a proto se i většina raných pokusů o nalezení vzdálených objektů soustředila na tu část oblohy, kam se tato společná rovina promítá, tj. ekliptiku. Později však začali astronomové hledat i tělesa, která byla odkloněna na dráhy s větším sklonem, a také vzdálená tělesa s pomalejším středním denním pohybem. Výsledkem těchto průzkumů oblohy byl mimo jiné i objev Haumey.

## Fyzikální charakteristika

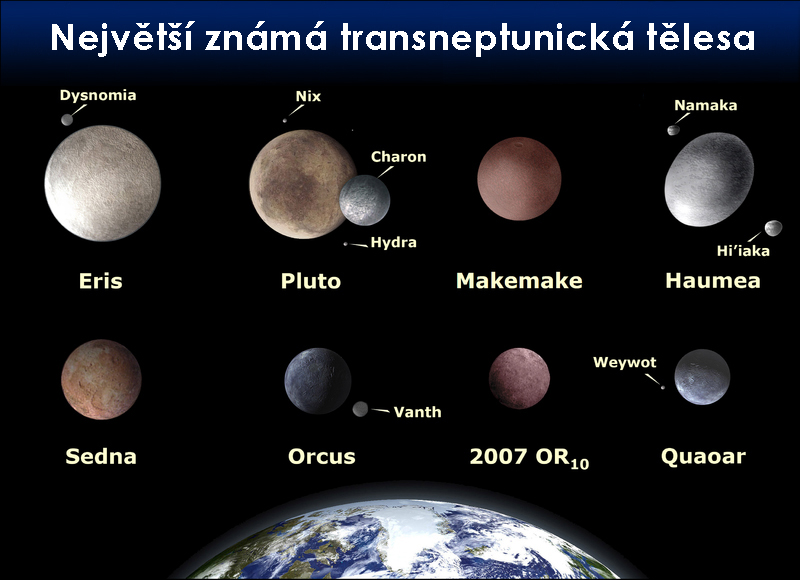
Haumea v porovnání se Zemí a s dalšími transneptunickými tělesy

Měsíce obíhající kolem Haumey umožňují astronomům pomocí 3. Keplerova zákona vypočítat hmotnost celého systému. Výsledek výpočtu, 4,006 ± 0,04×1021 kg, dosahuje 28 % hmotnosti systému Pluto–Charon a 5 % hmotnosti Měsíce. Prakticky veškerá tato hmotnost je soustředěna přímo v mateřském tělese.
Jasnost Haumey vykazuje velké fluktuace v průběhu 4hodinových period, což lze vysvětlit jedině stejně dlouhou dobou rotace tělesa. Jde nejen o nejrychlejší rotaci ze všech známých hydrostaticky rovnovážných těles ve sluneční soustavě, ale také o nejrychlejší rotaci ze všech známých těles s průměrem větším než 100 km. Tato rychlá rotace tělesa je pravděpodobně důsledkem srážky s jiným tělesem, při níž vznikly měsíce Haumey a další tělesa její rodiny.

### Rozměry, tvar asložení

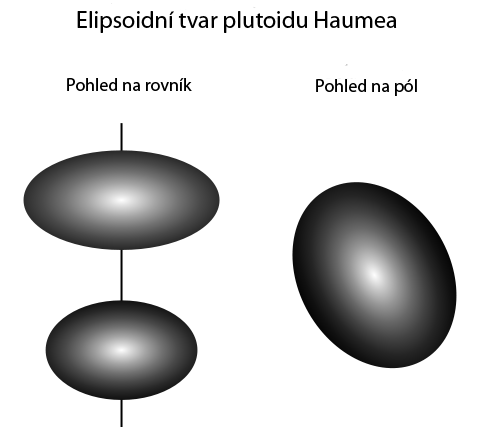
Vypočítané rozměry Haumey jsou 1960 × 1518 × 996 km. Vlevo jsou znázorněné nejmenší a největší rovníkové siluety (1960 × 996 km a 1518 × 996 km), vpravo pak je pohled na pól (1960 × 1518 km)

Velikost jakéhokoliv tělesa sluneční soustavy může být odvozena z jeho zdánlivé jasnosti, vzdálenosti a albeda. Tělesa se mohou pozemským pozorovatelům zdát jasná, buď protože jsou velká, nebo protože mají velmi odrazivý povrch. Pokud astronomové znají míru jejich odrazivosti (albedo), potom mohou zhruba odhadnout i jejich velikost. U většiny vzdálených těles není albedo známé, ovšem Haumea je dostatečně velká a jasná na to, aby bylo možné změřit její tepelné vyzařování, z čehož astronomové odvodili i hodnotu jejího albeda, a tedy i velikost.
Tvar Haumey byl zjištěn z fotometrie (sledování jasnosti a jejích změn) po podrobné interpretaci světelné křivky.
Výpočty přesných rozměrů však komplikuje její rychlá rotace. Fyzikální zákony platné pro rotaci tvárných těles předpovídají, že tělesu jako Haumea stačí při této rychlosti otáčení k nabytí rovnovážného tvaru trojosého elipsoidu méně než 100 dní. Většina změn jasnosti Haumey pravděpodobně není způsobena místními rozdíly v albedu, ale tím, že pozorovatelům na Zemi se toto rotující těleso nastavuje k pohledu střídavě zboku a shora.
Rotace a amplituda světelné křivky Haumey umožňují odvodit její složení. Pokud by Haumea měla nízkou hustotu (jako Pluto) se silným ledovým pláštěm pokrývajícím malé kamenné jádro, potom by ji rychlá rotace protáhla mnohem více, než jak naznačují změny v její jasnosti. Astronomové tedy došli k závěru, že hustota tělesa se pohybuje v rozmezí 2,6–3,3 g/cm³. To by znamenalo, že Haumea se skládá (podobně jako mnoho jiných těles sluneční soustavy) z křemičitých minerálů jako olivín či pyroxen. Tato hornina je pokryta relativně tenkou vrstvou ledu. Silný ledový plášť, který je typičtější pro objekty Kuiperova pásu, mohl být odmrštěn při impaktu, který vytvořil všechna tělesa její rodiny.
Čím je těleso nacházející se v hydrostatické rovnováze hustší, tím kulovější tvar musí mít s ohledem na danou periodu rotace, což rovněž umožňuje vymezit rozměry Haumey. Vzhledem k její přesně známé hmotnosti a rotaci a k odvozené hustotě lze dojít k závěru, že Haumea má podél své nejdelší osy průměr přibližně stejný jako Pluto, a mezi póly pak asi poloviční. Protože však zatím u tohoto tělesa nebyly pozorovány žádné zákryty, ať již hvězd nebo jeho vlastních měsíců, neexistují zatím (na rozdíl od Pluta) ani žádná přímá měření těchto rozměrů.
Astronomové sestavili několik modelů, z nichž vyplývají různé rozměry. První model, sestavený Rabinowitzem et al. krátce po objevu Haumey v roce 2005, vychází z pozorování světelné křivky viditelného spektra pozemními teleskopy. Výsledek měření závisí na tom, pod jakým úhlem vidíme osu rotace. Při úhlu 90° a uvažovaném albedu 0,73 by rozměry tělesa byly 1960 × 1518 × 996 km, přičemž nejkratší osa je současně osou rotace. Autoři studie pokládají za pravděpodobné, že osa rotace se kryje s rovinou oběžné dráhy satelitu Hiʻiaka, což by znamenalo, že tento úhel činí 86°, a skutečné rozměry Haumey jsou tedy velmi blízké uvedeným údajům. Pokud by však pól osy rotace byl orientován více směrem k Zemi, potom by tvar tělesa byl ještě protaženější. Kdyby současně bylo o něco nižší i albedo (0,6), pak při úhlu 47° by rozměry Haumey byly 2500 × 1080 × 860 km.
Z jiné analýzy světelné křivky, kterou koncem roku 2006 zveřejnili Pedro Lacerda a David C. Hewitt z havajského Institute for Astronomy, vyšel průměr ekvivalentního kulatého tělesa 1450 km. Na základě fotometrických pozorování infračerveného světla o vlnové délce 70 mikrometrů, provedených pomocí Spitzerova vesmírného dalekohledu, byl zase určen průměr 1150  +250
−100  km a albedo 0,84  +0,1
−0,2 .
Tyto nezávislé odhady rozměrů se tedy pohybují kolem středního geometrického průměru 1400 km. To by znamenalo, že se jedná o třetí či čtvrté největší transneptunické těleso, jaké bylo dosud objeveno, hned po Eridě, Plutu a snad také Makemakem, větší než Sedna, Orcus či Quaoar.

### Povrch
Kolísání světelné křivky Haumey zapříčiněné jejím tvarem ovlivňuje stejným způsobem všechny její barevné složky, ovšem Pedro Lacerda zaznamenal také jisté barevné odlišnosti, a to ve viditelném spektru i v oblasti blízké infračervenému spektru. Zdá se, že na povrchu tělesa je oblast, která se svou barvou a albedem liší od jeho zbytku. Haumea tedy může mít skvrnitý povrch podobně jako Pluto, i když ne tak znatelně.
Roku 2005 dalekohledy Keck a Gemini získaly světelná spektra Haumey, která svědčila o přítomnosti krystalického ledu podobného tomu na povrchu Plutova měsíce Charon. To je velmi překvapivé, neboť krystalický led se tvoří při teplotách převyšujících 110 K (-160°C), zatímco povrchová teplota Haumey je nižší než 50 K (-220 °C), při níž se tvoří amorfní led. Navíc struktura krystalického ledu je při neustálém bombardování kosmickým zářením a slunečním větrem, kterému jsou povrchy transneptunických těles vystaveny, nestabilní. Za těchto podmínek by se krystalický led měl přeměnit v amorfní do deseti milionů let, ovšem transneptunické objekty se nalézají na svých drahách v chladných oblastech sluneční soustavy už miliardy let. Na transneptunických tělesech, kde led obsahuje organické sloučeniny jako tholin (například Pluto), radiace také způsobí, že povrch zčervená a ztmavne. Proto lze ze spektra a barvy Haumey usoudit, že ona i ostatní členové její skupiny prošly událostí, která změnila jejich povrch a vytvořila na něm čerstvý led.
Haumea je podobně jasná jako sníh a její albedo je v rozmezí 0,6–0,8, což odpovídá krystalickému ledu. Jiná velká transneptunická tělesa, jako např. Eris, mají albedo zřejmě také tak vysoké nebo i vyšší. Zdá se, že 66 až 80 % povrchu Haumey je z čistého krystalického vodního ledu, k jehož vysokému albedu snad přispívá také kyanovodík nebo jíly s obsahem fylosilikátů. Přítomné mohou být také anorganické soli kyanovodíku, jako například kyanid měďnato-draselný. Na rozdíl např. od tělesa Makemake se ve spektru Haumey nenalézá žádné měřitelné množství methanu, což znamená, že methanový led zde netvoří více než 10 %. To by odpovídalo dočasnému oteplení způsobenému kolizí, které by podobné těkavé látky z povrchu odstranilo.

### Prstenec
Pozorováním hvězdného zákrytu v lednu 2017 bylo zjištěno, že Haumea má pravděpodobně prstenec o průměr zhruba 2287 km a šířce cca 70 km. Jedná se tak o první prokázaný prstenec u transneptunického tělesa.

## Měsíce

Oběžné dráhy měsíců Hiʻiaka a Namaka

Roku 2005 Brownův tým na Keckově observatoři objevil, že kolem Haumey obíhají dva měsíce, (136108) Haumea I Hiʻiaka a (136108) Haumea II Namaka.
Satelit Hiʻiaka, který tým původně neoficiálně přezdíval Rudolph (podle jednoho ze sobů Santa Clause) byl objeven 26. ledna 2005. Z obou měsíců je to ten větší, jasnější a od mateřského tělesa vzdálenější. Má průměr asi 310 km a Haumeu oběhne ve vzdálenosti 50 tisíc km po téměř kruhové dráze jednou za 49 dní. Absorpční čáry v infračerveném spektru na vlnových délkách 1,5 a 2 mikrometry naznačují, že většina povrchu je pokryta téměř čistým krystalickým vodním ledem. Neobvyklé spektrum spolu s podobnými absorpčními čarami ve spektru Haumey vedlo Browna s kolegy k závěru, že tento systém zřejmě nevznikl gravitačním zachycením menších těles, ale že měsíce jsou spíše fragmenty samotné Haumey.
Namaka, menší a blíže obíhající satelit, byl objeven 30. června 2005 a zpočátku byl neoficiálně nazýván po dalším sobu Blitzen. Jeho hmotnost činí jednu desetinu hmotnosti satelitu Hiʻiaka a Haumeu oběhne po velmi eliptické dráze jednou za 18 dní ve vzdálenosti 39 tisíc km. Jeho oběh je větším měsícem gravitačně rušen. Podle údajů z roku 2008 je jeho sklon vůči dráze většího měsíce 13°. Je překvapivé, že relativně velké výstřednosti drah obou měsíců a jejich vzájemný sklon nebyly zmenšeny jejich vzájemným slapovým působením. Zdá se, že vysvětlením by mohly být složité rezonanční vztahy jejich oběžných drah.
| Skupiny transneptunických těles |
| Rozložení skupin transneptunických těles |
| rodina Haumey jiná kubewana plutina, Neptunovi trojáni a jiná rezonanční transneptunická tělesa tělesa rozptýleného disku tělesa skupiny kentaurů |

V současné době jsou oběžné dráhy obou měsíců vůči Zemi orientovány téměř bočně, takže občas může dojít k zákrytu. Pozorování takových přechodů by mohlo upřesnit informaci o rozměrech a tvaru Haumey i těchto satelitů, podobně jako se to podařilo koncem 80. let 20. století při pozorování Pluta a Charonu. Změny jasnosti systému během zákrytů budou nepatrné, což klade poměrně vysoké nároky na kvalitu pozorovacího zařízení. K zákrytu Hiʻiaky došlo naposledy roku 1999, tj. jen několik let před objevem Haumey, a další nastane až za přibližně 130 let. Jiná situace je však u Namaky. Zatímco u pravidelně obíhajících měsíců jsou zákryty vzácné, díky vlivu, jaký má na oběh Namaky Hiʻiaka, bude nyní její dráha v příznivém úhlu po několik let.

## Rodina Haumey
Haumea je největším členem rodiny těles, která se zřejmě vytvořila poté, co byl jejich větší předchůdce zničen srážkou s jiným tělesem. Odhaduje se, že prvotní těleso bylo velké přibližně jako Pluto. Jde o první skupinu těles identifikovanou mezi transneptunickými objekty a kromě Haumey a jejích měsíců zahrnuje následující planetky:
- (24835) 1995 SM55 (odhadovaný průměr 700 km)
- (19308) 1996 TO66 (500 km)
- (55636) 2002 TX300 (600 km)
- (120178) 2003 OP32 (700 km)
- (145453) 2005 RR43 (700 km)[26]

Tato tělesa mají podobný charakter spektra blízké infračervené oblasti. Z podobného spektra vyplývá podobné složení a z něj je zase možné usuzovat na stejný původ těchto těles.
Existence této skupiny naznačuje, že Haumea i její potomci mají původ v rozptýleném disku. I kdyby byla vzata v úvahu celá doba existence sluneční soustavy, byla by v dnešním velmi řídkém Kuiperově pásu pravděpodobnost podobné kolize 0,1 procenta. Skupina se nemohla vytvořit v Kuiperově pásu ani v dobách, kdy byl mnohem hustší, protože by ji zase svou gravitací roztrhal Neptun v průběhu své migrace na dnešní oběžnou dráhu. Tato dávná migrace Neptunu je zřejmě také důvodem, proč je dnes v Kuiperově pásu tak málo těles. Proto se zdá pravděpodobné, že skupina pochází z dynamického rozptýleného disku, kde je možnost podobné srážky daleko vyšší.
Skupina je dnes již poměrně rozptýlená, a dojít k tomuto stavu muselo trvat miliardy let. Kolize, která ji vytvořila, se tedy odehrála již někdy v rané historii sluneční soustavy. Impakt však nemusel být příliš silný, protože v této oblasti sluneční soustavy i mírná kolize vede k velkým změnám drah těles.